# Place de l'Abbé-Franz-Stock
La place de l'Abbé-Franz-Stock est une place du 16e arrondissement de Paris située à proximité de la porte de Saint-Cloud en France.

## Situation et accès
La place, de forme triangulaire, est située à l'extrémité de l'avenue du Général-Clavery sur le côté impair, au niveau des avenues Marcel-Doret et Dode-de-la-Brunerie.
La place est accessible par  la station Porte de Saint-Cloud de la ligne 9 du métro de Paris.

## Origine du nom

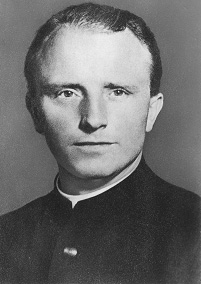
Abbé Franz Stock.

Cette place rend hommage à Franz Stock (1904-1948), qui était en 1934 un aumônier de la colonie allemande à Paris. En 1940, il devient celui des prisons militaires de Fresnes, de la Santé et du Cherche-Midi. Son principal fait d'armes est d'avoir eu le courage de soutenir et d'accompagner les condamnés au fort du Mont-Valérien.

## Historique
Dénommée « place Pierre-de-Coubertin » par un arrêté du 5 mai 1965, elle prend le nom de « place de l'Abbé-Franz-Stock » par un arrêté municipal du 5 avril 1994.